# Black Manta
Black Manta (Svarta mantan) är en fiktiv figur och superskurk som förekommer i DC Comics, högt ansedd som Aquamans ärkefiende. Figuren är skapad av Bob Haney och Nick Cardy och hade sin första medverkan i Aquaman #35 (1967).

## Fiktiv biografi
För de flesta av hans publicerade berättelser hade Black Manta ingen definitiv ursprungshistoria. Den första gavs i #6 av Aquaman-serien 1993. I detta ursprung växte pojken som skulle bli Black Manta upp i Baltimore, Maryland, och älskade att leka vid Chesapeake Bay. Som ung blev han kidnappad och sexuellt utnyttjad på ett fartyg under en ospecificerad tid. Vid ett tillfälle såg han uppenbarligen Aquaman med sina delfinvänner och försökte signalera honom om hjälp, men sågs inte. Slutligen var han tvungen att försvara sig och dödade en av sina plågoandar på fartyget med en kniv. Då han hatade det känslolösa havet (och Aquaman, som han såg som dess representant) blev pojken besluten att bli dess herre.
Ett andra ursprung gavs i #8 av Aquaman-serien 2003. I detta ursprung var pojken som skulle bli Black Manta en föräldralös pojke med autism och placerades i Gotham Citys Arkham Asylum. Han kände sig bekväm i iskallt vatten medan bomullslakan var otroligt smärtsamt. Eftersom skötarna på Arkham inte visste hur man handskades med autism slutade de med att tygla honom till sin säng, och han skrek när de försökte lägga honom där. Pojken blev också fascinerad när han såg Aquaman på TV.
Pojken hamnade som försökskanin till experimentella behandlingar. En behandling verkade rensa pojkens huvud, men lämnade honom våldsam som ett resultat. Han dödade forskaren som hade administrerat behandlingen och flydde från Arkham.
I vuxen ålder designade han en dräkt och utformade en högteknologisk dykutrustning inspirerad från mantor. Med namnet Black Manta blev han och hans maskerade armé en makt att frukta.

## Krafter och förmågor
Black Manta bär en undervattensdräkt som är specialutformad för att han ska kunna anpassa sig till olika havsmiljöer. Den ger honom fullständigt skydd mot kylan och trycket i djupa hav, en nivå av övermänsklig oslagbarhet och styrka och förmågan att andas normalt under vattnet. Han innehar även jetstövlar som fungerar både i och utanför vattnet, en telepatisk krypterare och en stor variation med vapen. Vapnen inkluderar bland annat rakblad, elektriska stötar från handleden, miniatyrtorpeder och energistrålar som avges från ögonlinserna i hans hjälm. Det är inte känt hur denna dräkt drivs eller hur lång tid den kan fungera innan den behöver laddas om, om den behöver det. Black Manta är mycket intelligent och har vissa kunskaper inom maskinteknik och är tränad för närstrider. För det mesta bygger Black Manta generellt mer på teknik och strategisk planering än fysisk konfrontation när det gäller hans handlingar. Black Manta använder ofta särskilda fordon, såsom en modifierad ubåt som är formad som en manta, för snabb förflyttning under vattnet. Vid ett tillfälle förvandlades Black Manta till en mantahybrid av demonen Neron. I denna form var han helt ett med vatten och var kapabel till att dyka till extrema djup och överleva. Han hade då naturliga vapen, såsom en svans som hade en obehaglig kapacitet. Processen blev dock omvänd av Aquaman.

## I andra medier
- Black Manta dyker upp som medlem i Legion of Doom i Challenge of the Super Friends, med röst av Ted Cassidy.

- I Justice League Unlimited dyker en figur med namnet Devil Ray (med röst av Michael Beach) upp som en medlem av Secret Society (baserad på Legion of Doom). Devil Ray är nära baserad på Black Manta då han bär en liknande hjälm och en dräkt som låter honom andas under vattnet och motstå djuphavstryck.

- Black Manta dyker bland annat upp i det tredje avsnittet av Batman: Den tappre och modige, med röst av Kevin Michael Richardson, där han anlitas av Orm för att eliminera Aquaman.